# Cyrtopodion battalense
Cyrtopodion battalense es una especie de gecos de la familia Gekkonidae.

## Distribución geográfica yhábitat
Es endémica de unos montanos al norte de Pakistán. Su rango altitudinal oscila alrededor de 800 m s. n. m..